# Carlos Fernández Liria
Carlos Fernández Liria (Saragossa, 1959) és un filòsof, escriptor, guionista, assagista i professor de filosofia espanyol.

## Biografia
Lector de Sartre des de l'adolescència, es va doctorar en Filosofia amb una tesi sobre aquest autor a la Universitat Complutense de Madrid que va iniciar sota la direcció de Gabriel Albiac. Va ser professor d'ensenyament secundari en diferents destinacions a l'ample de la geografia espanyola. Es considera marxista "des de sempre".
Durant els anys vuitanta va treballar com a guionista televisiu, destacant la seva participació en el programa La bola de cristal en col·laboració amb Santiago Alba Rico. És Professor Titular de la Facultat de Filosofia de la Universitat Complutense de Madrid, en el Departament de Metafísica i Teoria del coneixement.
La seva tasca com a professor, la seva participació en els moviments d'oposició a l'anomenat Procés de Bolonya, el seu llibre "Educació per a la Ciutadania" -publicat en plena polèmica sobre la implantació d'aquesta assignatura a Espanya- i la seva participació en diversos debats internacionals en els principals mitjans de comunicació de ràdio i televisió sobre la situació a Veneçuela a partir del procés bolivarià, l'han convertit en un dels referents dels moviments socials d'esquerra.

## Activitat
A més de la seva tasca docent com a professor de filosofia ha publicat diversos llibres d'assaig sobre disciplines com filosofia, antropologia i política, a més de col·laborar en diverses revistes i mitjans de comunicació com Gara, Público, la revista Archipiélago i al lloc d'Internet Rebelion.org.
Compromès contra l'anomenat Procés de Bolonya ha participat activament en gairebé totes les activitats crítiques dutes a terme pels diferents moviments estudiantils contra la seva implantació, així com en diferents debats sobre el tema en els principals mitjans de comunicació. També s'ha erigit com a defensor de l'anomenada Revolució Bolivariana i de les principals polítiques del president veneçolà Hugo Chávez.
Va formar part de la candidatura d'Esquerra Anticapitalista a les Eleccions al Parlament Europeu de l'any 2009 amb un resultat de 25.243 vots (0,16%) essent la desena llista més votada a Espanya.
Dins de la seva activitat política i social porta a terme una important tasca com a conferenciant i participà activament en la formació del partit polític Podemos.

## Controvèrsies

### Veneçuela
Les principals polèmiques en què s'ha vist envoltat l'autor es deuen a la rellevància assolida pel seu llibre, coescrit amb Luis Alegre Zahonero, Comprender Venezuela, pensar la Democracia en què es defensa "que els esdeveniments de la Revolució Bolivariana tenen quelcom d'insòlit, una cosa que a molts intel·lectuals benintencionats d'esquerra els ha vingut massa gran i que a la resta, als intel·lectuals orgànics de tot el planeta, neoliberals o progressistes, els resulta molt perillós", un procés la legitimitat del qual seria la dels mateixos valors que se suposa que defensen les democràcies occidentals però "de veritat", tractant de demostrar la hipocresia dels seus crítics i, al mateix temps, que aquests es vegin obligats a criticar aquest procés per ocultar la falsedat dels seus pretesos principis.
L'autoria d'aquest text l'ha fet ser "escollit" per defensar el punt de vista bolivarià en molts dels debats públics sorgits arran de les crítiques que han rebut-especialment en Espanya-moltes de les actuacions de l'actual govern veneçolà.
Alguns d'aquests debats s'han convertit en símbols de la polèmica tant a favor com en contra, especialment el dut a terme a la primavera de 2007 a la cadena privada espanyola de televisió Antena 3 respecte a la no renovació a la també privada cadena de TV veneçolana RCTV de la llicència per fer servir "els espais radioelèctrics públics de senyal oberta" per part del govern d'Hugo Chávez. Després del debat, els partidaris del punt de vista del Govern de Veneçuela van acusar la cadena i la presentadora de crear una "trampa" per manipular el sentit del debat i que, davant el fracàs d'aquesta estratègia per la, segons ells, "convincent" actuació de Carlos Fernández Liria i Luis Alegre Zahonero, van demanar -i van obtenir- l'eliminació del vídeo del programa que havia registrat un inesperat èxit a YouTube.
Els partidaris de l'oposició al govern de Veneçuela van acusar Fernández Liria no d'usar en el debat arguments sinó de mantenir una actitud agressiva, despectiva i insultant envers els seus interlocutors, arribant fins i tot a acusar directament la periodista de Globovisión Nitu Pérez Osuna de ser una colpista.
El juliol de 2007 i coincidint amb la visita a Espanya del president de Veneçuela i la seva entrevista amb el Rei d'Espanya Joan Carles I - primera trobada després de l'incident diplomàtic creat pel ¿Por qué no te callas? del Rei al Cap d'Estat veneçolà a la XVII Cimera Iberoamericana - es va convidar a debatre a la Cadena Ser a Fernández Liria i el líder opositor veneçolà William Cárdenas sobre "La figura d'Hugo Chávez" al programa de ràdio La ventana que conduïa, a causa de les vacances de Gemma Nierga, la periodista Ana Guantes. Encara que Cárdenas va començar acusant Fernández Liria de cobrar del Govern de Veneçuela i de ser "un tarifat que es dedica a sembrar les seves escombraries ideològiques a Amèrica Llatina", el veritable enfrontament es va produir sorprenentment entre Fernández Liria i la presentadora del programa quan aquell va començar a criticar els mitjans de Prisa -empresa a la qual pertany la Cadena Ser- per la seva connivència amb els colpistes al Cop d'Estat frustrat de l'11 d'abril de 2002 contra el govern de Chávez. La periodista va reaccionar "com si ella fos la propietària de Prisa, va perdre la calma amb l'entrevistat, va apujar innecessàriament el to de l'entrevista, ella, que havia de ser neutral, i el va acomiadar amb molt males maneres per quedar-se només un torn més de paraula amb William Cárdenas, que es va quedar dient que a Chávez caldria enviar-lo al Tribunal Penal Internacional de l'Haia després de, honrosament, haver dit que no se li retirés la paraula al seu adversari".

### Altres
Al voltant d'aquests temes, l'autor ha afirmat que, des de l'any 2006, la Fundació BBVA s'ha negat a publicar les ponències corresponents al Curs d'Estiu que es va dur a terme al juliol d'aquest any sota el títol d'Occidente: Razón y Mal pertanyent als Cursos d'Estiu del Escorial que celebra anualment la Universitat Complutense de Madrid, si Fernández Liria no acceptava retirar la seva d'aquest volum col·lectiu.

## Obres
Entre les seves publicacions destaquen els llibres: 
- Sin vigilancia y sin castigo. Una discusión con Michel Foucault (Ediciones Libertarias-Prodhufi, Madrid, 1992) ISBN 84-7954-042-7
- El materialismo (Síntesis, Madrid, 1998) ISBN 84-7738-565-3
- Geometría y Tragedia. El uso público de la palabra en la sociedad moderna(Hiru Argitaletxea, Hondarribia, 2002) ISBN 84-89753-70-9.

També és coautor dels llibres: 
- Dejar de pensar amb Santiago Alba Rico (Akal, Madrid, 1986) ISBN 84-7600-124-X
- Volver a pensar. Una propuesta socrática a los intelectuales españoles amb Santiago Alba Rico. (Akal, Madrid, 1989) ISBN 84-7600-382-X
- Comprender Venezuela, pensar la Democracia. El colapso moral de los intelectuales occidentales amb Luis Alegre Zahonero. (Hiru Argitaletxea, Hondarribia, 2006) ISBN 84-95786-05-2
- Educación para la Ciudadanía. Democracia, Capitalismo y Estado de Derecho amb Luis Alegre Zahonero, Miguel Brieva,et al(Akal, 2007). ISBN 978-84-460-2613-6

Ha participat en diversos volums col·lectius entre els quals destaquen: 
- Perspectivas del pensamiento contemporáneo, volumen I, Corrientes (Síntesis, Madrid, 2004) Coordinador Juan Manuel Navarro Cordón ISBN 978-84-9756-230-0
- La impaciencia de la libertad. Michel Foucault y lo político (Biblioteca Nueva, Madrid, 2000) Coordinador Jacobo Muñoz Veiga. ISBN 978-84-7030-859-8
- Periodismo y Crimen. El caso Venezuela 11-04-02 amb Pascual Serrano, Ignacio Ramonet et al. (Hiru Argitaletxea, Hondarribia, 2002) ISBN 978-84-95786-19-7
- Cuba 2005(Hiru Argitaletxea, Hondarribia, 2005) amb Alfonso Sastre, Belén Gopegui et al. ISBN 84-95786-82-6